# Casa Casadellà
La Casa Casadellà és una obra d'Olot (Garrotxa) inclosa a l'Inventari del Patrimoni Arquitectònic de Catalunya.

## Descripció
És una casa amb gran cos central amb planta baixa i dos pisos superiors. La façana principal, té forma arrodonida, i a la posterior -cara l'oest-, té una torre, adossada, de planta circular. La casa segueix un eix central de simetria. El teulat s'acaba amb amples barbacanes amb arquets cecs que s'alternen amb dents de serra jugant amb la policromia.

## Història
L'any 1916, Manuel Malagrida, un olotí que havia fet fortuna a Amèrica, va encarregar a l'arquitecte J. Roca i Pinet el projecte de l'eixample d'Olot que havia d'estendre's entre el passeig de Barcelona, el riu Fluvià i la Torre Castanys. Seguint les indicacions de Malagrida, Roca va plantejar un model de ciutat-jardí per a l'eixample amb zones verdes i cases aïllades i dibuixà una disposició radiocèntrica de carrers amb dos focus: la Plaça d'Espanya i la Plaça d'Amèrica, units pel Pont de Colom. Malagrida va encarregar a l'arquitecte B. Bessagoda la seva casa, que hauria estat bastida entre 1920 i 1922. Les cases es van bastir a poc a poc, però cal destacar la gran empenta constructiva que va haver-hi en aquesta zona després de la guerra civil.